# Xian de Xilin
Pour les articles homonymes, voir Xilin.
Le xian de Xilin (西林县 ; pinyin : Xīlín Xiàn; zhuang: Saelaem Yen) est un district administratif de la région autonome du Guangxi en Chine. Il est placé sous la juridiction de la ville-préfecture de Baise.

## Démographie
La population du district était de 151 200 habitants en 2010,dont 66.14 % de Zhuang, groupe ethnique principalement concentré dans cette région.